# Орсфельд
Орсфельд (нем. Orsfeld) — община в Германии, в земле Рейнланд-Пфальц. 
Входит в состав района Айфель-Битбург-Прюм. Подчиняется управлению Кильбург.  Население составляет 152 человека (на 31 декабря 2010 года). Занимает площадь 5,17 км².